# Kapellebrug
Kapellebrug est un village appartenant à la commune néerlandaise de Hulst, situé dans la province de la Zélande, en Flandre zélandaise. En 2009, le village comptait 368 habitants.